# Giacomo Trabucco
Giacomo Trabucco (Carpeneto, 15 aprile 1845 – 15 luglio 1924) è stato un geologo, cartografo e paleontologo italiano.

## Biografia
Giacomo Trabucco nacque a Carpeneto, in provincia di Alessandria, il 15 aprile 1845 da Pietro Trabucco e Angela Maria Paravidino.
Sposato con Claudina Canepa, ebbe cinque figli: Pietro, Fernando Biagio, Clara, Elena e Giovanni.
Morì a S. Cristofano presso la Certosa di Firenze il 15 luglio 1924.

### Servizio militare
A diciassette anni si arruolò volontario nei bersaglieri, poi fu allievo della Scuola militare di Modena e infine sottotenente nel 59º Reggimento Fanteria dall'agosto 1864 fino al febbraio 1871, quando, dopo aver preso parte alla campagna contro il brigantaggio, chiese ed ottenne di essere dispensato dal servizio. Dopo il servizio militare si trasferì per circa due anni in America.

### Attività di docenza
Iscritto nel 1880 all'Università di Torino, passò due anni dopo a quella di Genova dove si laureò nel 1884 in Scienze Naturali, insignito del diploma d'onore del Municipio per i più distinti laureati di quell'anno.
Iniziò la carriera didattica come supplente nella Scuola Tecnica di Genova. Successivamente insegnò alla Scuola Tecnica di Pavia, all'Istituto Tecnico di Girgenti, a quello di Como, a quello di Piacenza e finalmente, nel 1890, a Firenze dove conseguì la Libera Docenza in Geologia negli Studi Superiori. Qui rimase, quale professore di Storia Naturale, nel Regio Istituto Tecnico Galileo Galilei fino al suo congedamento per limiti d'età nel 1920.
L'ultimo giorno di scuola fu insignito di una medaglia d'oro da colleghi e discepoli, segno tangibile dell'affetto verace e del rispetto che aveva saputo guadagnarsi nella sua lunga carriera d'insegnante. Una lapide marmorea, inaugurata in quel giorno nell'aula di Storia Naturale dell'Istituto Tecnico fiorentino, ne ricorda l'attività e il contributo fatto di manuali, sommari delle lezioni come guida per gli allievi oltre a numerose collezioni scolastiche raccolte, determinate, ordinate, catalogate e infine donate alla scuola.

## Gli studi geologici[1]
Giacomo Trabucco contribuì in modo rilevante nello sviluppo delle scienze geologiche, come testimoniano le numerose pubblicazioni scientifiche.
I primi studi furono dedicati alle formazioni terziarie dell'Appennino Settentrionale. In una conferenza su «I fossili e la silicizzazione» cerca di spiegare la petrificazione dei tronchi fossili di Rio Orsecco con l'azione mineralizzatrice di acque termali simili alle vicine sorgenti di Acqui.
Sull'argomento del Terziario ligure-piemontese ritornò con maggior ampiezza in seguito illustrando i fossili di Rio Orsecco, trattando dell'età dei calcari di Gassino e della posizione del calcare di Acqui del quale affermò a più riprese, su basi stratigrafiche e paleontologiche, l'età langhiana, e al quale giustamente assimilò i calcari di Rosignano e di Vignale, da altri giudicati elveziani.
Sostenne l'opportunità di mantenere nella nomenclatura geologica il nome di Langhiano, che geologi stranieri volevano sostituire con quello più recente di Burdigaliano.
Pubblicò varie note sui mammiferi fossili delle Pampas riportati dalla Spedizione Bove (che gli valsero un vivace attacco del Lovisato) e su certi resti di marmotta rinvenuti nelle grotte di Silvano d'Orba.

### Il periodo piacentino
Numerosi gli studi di morfologia, di geologia e di geologia agraria sul Piacentino, coronati dalla pubblicazione delle carte oro-idrografica, geologica e agronomica della provincia di Piacenza.
Il Museo di Storia Naturale di Piacenza Archiviato il 5 dicembre 2021 in Internet Archive. conserva circa 400 campioni caratteristici della petrografia locale provenienti dai terreni alloctoni ed autoctoni dell’Appennino e della pianura fino al Po raccolti dal Trabucco.

### Il periodo siciliano
Durante il periodo di insegnamento presso l’Istituto Tecnico di Girgenti poté recarsi alle Isole Pelagie. A seguito di tale occasione pubblicò descrizioni geografiche e rilievi geologici di Pantelleria, Lampedusa e Linosa che risultarono molto interessanti dato che fino allora si conosceva ben poco di quelle isole remote.

### San Marino
Nel 1906 il Prof. Trabucco rilevò la serie stratigrafica di San Marino e pubblicò un lungo elenco di fossili.

### Il periodo toscano
Quando il Trabucco si stabilì a Firenze iniziò, a descrivere la geologia della Toscana. In particolare, si dedicò a nummuliti e orbitoliti del macigno fiorentino trattando dell’età di questo, della posizione dell’Eocene chiantigiano, dell’età del galestro e del flysch e della posizione dei classici calcari nummulitici di Mosciano. A queste si aggiunge una dettagliata descrizione geologica del Casentino.
Inoltre, il Prof. Trabucco, avvalendosi di una serie di documenti, affermò l’esistenza del Langhiano nel Mugello e descrisse, in collaborazione col De Stefani, nuovi fossili cretacei dell’Agro fiorentino, entrando anche in polemica col Lotti circa la stratigrafia del bacino di Firenze e col Bonarelli riguardo al significato geologico del vocabolo «scaglia» di Zittel e all’età del macigno dei monti di Cortona.
Alla Maremma toscana, dove trascorse l’estate del 1912, dedicò uno studio sui gessi di Roccastrada che ritenne d’origine metamorfica e dovuti all’azione di emanazioni solforose connesse colle eruzioni trachitiche pleistoceniche e operanti sui calcari retici.

### Gli studi di geologia applicata
Giacomo Trabucco, fin dai primi anni della sua attività, trattò argomenti di geologia applicata e si dedicò in modo particolare alla geologia agraria con trattazioni di indole generale, ora scientifiche, ora divulgative, sulla geologia agrario-forestale con digressioni nel campo dell’agronomia pura e della tecnica agraria. Tra i campi di interesse anche la geologia ferroviaria della quale ha lasciato note e scritti.
Il suo contributo maggiore forse lo ritroviamo negli studi regionali di geologia agraria. Tra questi ricordiamo:
- la carta geologico-geognostico-agricola dell’Alto Monferrato;
- la carta agronomica della Provincia di Piacenza;
- la carta geologica della provincia di Piacenza;
- la carta oro-idrografica della provincia di Piacenza;
- la carta agrologica di Carmignano corredata da una memoria descrittiva;
- la carta geologica del Casentino;
- la carta geologica dell'Isola di Lampedusa;
- la carta geologica dell'Isola di Linosa;
- gli studi agrologici, geologici e chimici dei più importanti tipi di terreni (galestro, macigno, bardellone, cretaceo) della Provincia di Firenze che culminarono nella omonima carta agrologica.

In virtù della sua vasta esperienza fu nominato delegato antifillosserico a Girgenti, a Como e a Firenze.
Nel 1910 fu insignito di un Premio dal Ministero di Agricoltura per i suoi lavori geologici e geo-agronomici sul Casentino e fu eletto socio corrispondente della Regia Accademia dei Georgofili.

### Gli studi di idrologia
Instancabile ricercatore, il prof. Trabucco si cimentò anche nel campo dell’idrologia.
Se i suoi contributi non raggiunsero per estensione e profondità l’eccellenza dimostrata in altri settori della geologia, purtuttavia sono meritevoli di attenzione i lavori:
- sulle acque potabili di Firenze, ripresi in più scritti;
- sull’approvvigionamento d’acqua dell’Impruneta;
- sulle probabili conseguenze di una trivellazione di pozzi nel comune di Casellina e Torri;
- sulle relazioni che intercorrono fra la foresta e le sorgenti;
- sulle sorgenti normali, termali e termominerali del Monte Amiata concretizzati in uno studio d’assieme della più importante regione sorgentifera di Toscana.

### Le frane
Fin dal 1889, Giacomo Trabucco si era occupato dei movimenti del terreno avendo trattato le frane del Piacentino. Molti anni dopo si occupò delle relazioni tra foresta e frane pubblicando uno scritto riassuntivo sull'origine e la classificazione delle frane, nel quale viene giustamente attribuita la massima importanza al fattore geologico.

### Geologia mineraria
La geologia mineraria fu un’altra area di interesse di Giacomo Trabucco che si dedicò ad alcuni studi sulle argille smectiche del Casentino e sui calcari da cemento de Le Sieci.
Quando poi durante la guerra sopraggiunse la febbrile ricerca di combustibili, il prof. Trabucco combinò ricerca scientifica e applicazione industriale nei suoi studi sulle ligniti mioceniche di Pomarance, sulle ligniti plioceniche di San Gimignano e su quelle del Casentino la cui memoria è corredata da una cartina geologica in scala 1:50.000.

### Gli ultimi anni
Dopo il ritiro dalla cattedra, si occupò molto della Società di Studi Geografici e Coloniali, di cui fu a lungo tesoriere, così come fu tesoriere nel 1921 dell'VIII Congresso Geografico Italiano. Si dedicò molto anche alla rivista «Universo».
Gli ultimi suoi scritti furono le necrologie del Taramelli, del Manasse e dell’Issel. Come ricorda il prof. Giuseppe Stefanini, “con l’elogio dell’antico, ben amato maestro [Issel] si chiude il ciclo della sua attività, pochi mesi prima della fine”.

## Il carattere
Il prof. Trabucco aveva un carattere schietto, a tratti duro e un portamento che incuteva soggezione e timore reverenziale. Era infatti alto, con un fisico asciutto ma robusto, una voce profonda e potente e i modi un po’ rigidi, quasi militareschi. Aveva anche una notevole vitalità che lo portava ad affrontare le situazioni con impeto ed energia inesauribile.
Come riporta lo Stefanini, “aveva qualcosa che ricordava in Lui l’antico ufficiale piemontese”.
Ma dietro l’immagine austera e l’amore per la ricerca scientifica che non ammetteva mancanza di rigore (e contro la quale più volte si era scagliato), c’era un uomo dai modi cordiali, gentili e affabili. Il Trabucco sapeva infatti destare, in chi aveva avuto modo di conoscerlo, ammirazione, profondo rispetto e sincera simpatia (“il professore dallo slancio bersaglieresco” e dalla “giovanile baldanza” sono solo alcune delle espressioni con le quali veniva simpaticamente appellato).
Molte le manifestazioni di stima e di affetto da parte di colleghi e allievi. Nel suo ultimo giorno di scuola fu onorato da colleghi e discepoli con una medaglia d'oro quale segno tangibile dell'affetto e del rispetto che aveva saputo guadagnarsi nella sua lunga carriera d'insegnante.
“È vivo il ricordo negli allievi e nei colleghi del simpatico prof. Trabucco che, malgrado la giovanile baldanza, è stato colpito dai limiti di età e perciò tolto dall’insegnamento. Il giorno del distacco vi fu una così schietta e così calda dimostrazione di affetto e di stima da parte della Giunta di vigilanza, dei professori e degli studenti a cui rare volte è dato di assistere, e la stampa cittadina non mancò di mettere in rilevo la grande perdita che la scuola faceva col ritiro del prof. Trabucco.” (da Il corriere delle valli Stura e Orba)
Nell’aula che fu per tanti anni sua “nobile palestra” fu fatta apporre una lapide marmorea in ricordo del forte contributo dato dalla sua attività non solo alla scuola ma anche al museo di Storia Naturale annessovi e alla illustrazione geologica della Toscana. La lapide marmorea fu donata da Igino Pellerano, affezionato allievo del Trabucco, facendola espressamente estrarre dalle proprie preziose cave (Igino Pellerano è stato un autore, presidente del Rotary Club di Massa e Carrara Archiviato l'8 dicembre 2021 in Internet Archive., al quale fu conferita nel 1970, dalla Presidenza della Repubblica, la Medaglia d’oro ai benemeriti della scuola e della cultura ed era figlio dell’illustre senatore Silvio Pellerano).

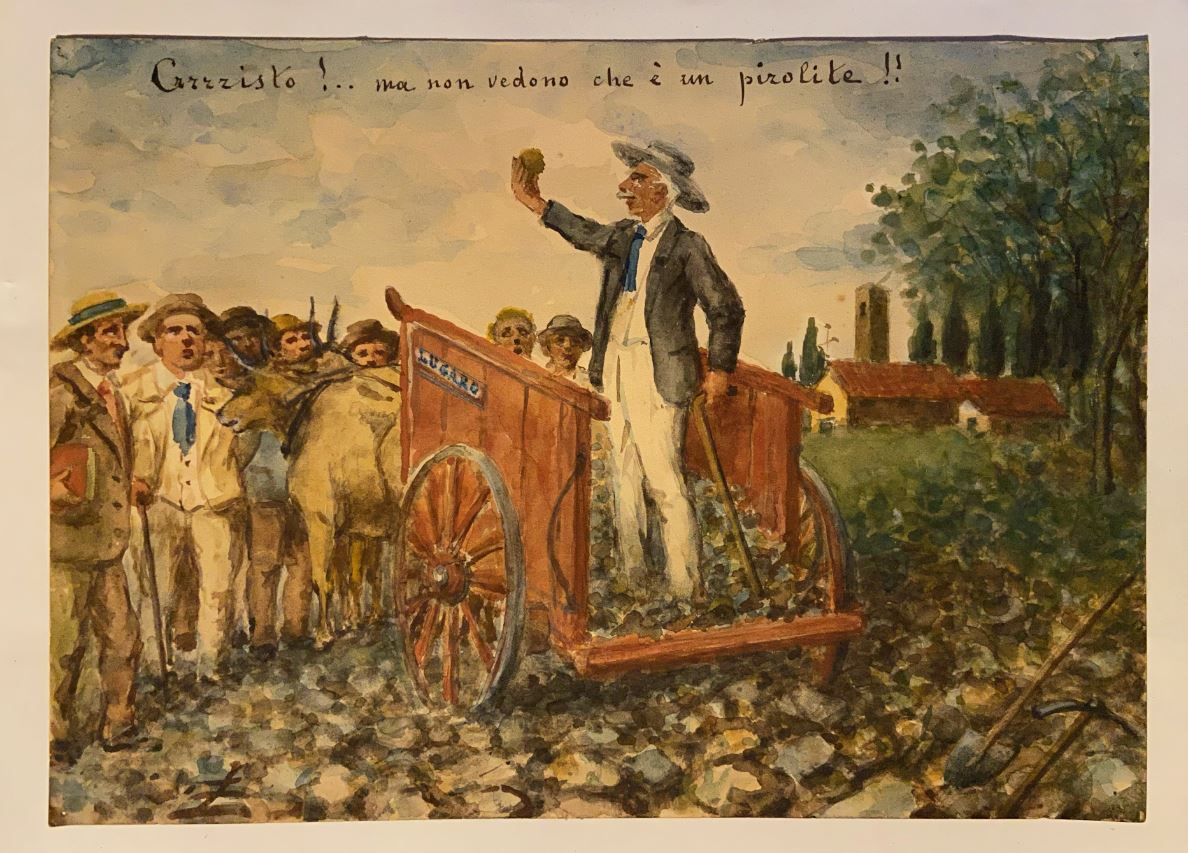
Caricatura scherzosa del prof. Giacomo Trabucco

La schiettezza del carattere del prof. Trabucco e la sincerità delle sue convinzioni lo portarono talvolta ad utilizzare espressioni dirette, certamente efficaci, in quanto sempre ben argomentate e referenziate, ma talvolta crude, specialmente nelle critiche, suscitando, presumibilmente, risentimento in chi ne era colpito.
Solo chi aveva avuto occasione di conoscerlo approfonditamente capiva che l’intransigenza mostrata in alcuni dibattiti scientifici era dovuta, non tanto a spirito competitivo o volontà di mettersi in mostra, quanto all’amore per la conoscenza che poteva dirsi tale solo se la si acquisiva applicando in modo disciplinato e scrupoloso il metodo scientifico. E quando alcuni colleghi si lasciavano andare ad interpretazioni non sufficientemente suffragate da solide argomentazioni e avevano l’ardire di farle passare per verità (facendo spesso leva sul proprio status accademico), il prof. Trabucco diventava implacabile e si divertiva a smontare pezzo per pezzo, senza tanti giri di parole, tali “aberrazioni paleo-strati grafiche”, come amava definirle.
Le sue esternazioni erano tanto più vivaci quanto maggiore era il prestigio dell’autore. Nei confronti degli studenti mostrava in realtà una certa indulgenza e riconosceva che spesso il problema era nella gerarchia accademica. Illuminante a tal proposito un passo di una sua discussione in una delle adunanze della Società Geologica Italiana:
“Insomma indietreggiare di quasi mezzo secolo,  perché da noi,
dove sono pure caratteristici sopra ogni altra regione,  poco si
conoscono i terreni terziari,  benché costituiscano la maggior
parte dell’area del nostro paese.  E questo perché, invece di
incoraggiare i giovani a compilare serie e minuziose monografie
locali con fossili raccolti in posto e diligentemente scevrati, si
incoraggiano e si premiano le revisioni di antiche collezioni,
raccolte soventi da profani,  poco precise sull’habitat,  costituite
da fossili rimescolati di piani differenti,  da cui ebbero ed hanno
origine necessariamente conclusioni paleo-stratigrafiche errate e
contradittorie, che furono e sono la causa dell’attuale   
confusione e dell’evidente regresso in questo importante genere di
studi.”
Benché fosse molto stimato e sostenuto da tanti colleghi (ne sono testimonianza i numerosi premi, i riconoscimenti e le prese di posizione in suo favore), secondo lo Stefanini, il carattere intransigente e diretto del Trabucco può averne limitato la carriera:
“Così si spiega forse perché Egli non ebbe tutte quelle soddisfazioni delle quali la sua vita di lavoro assiduo e appassionato l’avrebbe fatto degno. Tuttavia, nei vari concorsi cui prese parte, anche per cattedre di grado superiore, fu ripetutamente giudicato eleggibile; fu premiato dal Congresso Geografico di Genova, dal Ministero della P. I., dall’Accademia dei Lincei, tenne per parecchi anni la carica di Presidente dell’Associazione tra Liberi Docenti in Firenze; fu nominato Cavaliere Ufficiale della Corona d’Italia e Officiale dell’Accademia di Francia.”

### Le polemiche e gli attacchi
Il carattere esuberante e impetuoso unito alla padronanza della materia lo portarono più volte a scontrarsi in modo acceso con i suoi colleghi.
Numerose le lettere aperte a testimonianza del carattere duro del professore che non ammetteva compromessi ma anche e soprattutto dell’amore per la scienza, dove, con piglio da bersagliere ma soprattutto con dovizia di dettagli, prove e fatti, il “geologo excelso Taurinensi” confutava punto per punto “le inesattezze e le corbellerie” di lavori giudicati poco seri.
Sicuro delle proprie argomentazioni, non temeva di smentire tesi di eminenti colleghi dell'epoca difendendo le proprie senza timore reverenziale nei confronti di nessuno. Al riguardo possiamo ricordare:
- la polemica col Lotti riguardo alla stratigrafia del bacino di Firenze, documentata nella pubblicazione Conclusione della polemica geologica Lotti-Trabucco a riguardo della stratigrafia del Bacino di Firenze («Proc. Verb. Soc. Tosc. Sc. Nat.», vol XIV. Pisa, 13 marzo 1904, pag. 83-87);
- le polemiche col Bonarelli sul significato geologico del vocabolo “scaglia” di Zittel (Sulla sinonimia del vocabolo «scaglia» (Zittel). «Boll. Soc. Geol. Ital.», vol. XVI. Roma, R. Accademia dei Lincei, 1897, pag. 176-182) e sull’età del macigno dei monti di Cortona (Sulla posizione ed età del macigno dei monti di Cortona. «Boll. Soc Geol. Ital.», vol. XX. Roma, 1901, pag.476, 477);
- il vivace attacco del Lovisato a proposito delle varie note pubblicate sui mammiferi fossili delle Pampas riportati dalla Spedizione Bove (Alla lettera del prof. D. Lovisato sopra i fossili delle Pampas raccolti ecc. risposta 1a dell’Autore. Genova, Ciminago, 1866, 4 pagine);
- la fiera reprimenda al prof. Sacco sulle ipotesi aeree e sulle idee dell’età cretacea delle formazioni ofiolitifere e sull’interpretazione cronologica del Liguriano, giudicate ripetizioni di cose risapute e scoperte in precedenza da altri studiosi, quando non ritenute completamente erronee (Al Prof. Sacco, Lettera aperta. Firenze, 1º marzo 1894);
- la relazione tenuta alla XXXII adunanza generale della Società Geologica Italiana dove argomenta sull'età dei fossili rinvenuti nel calcare di Acqui, erroneamente datati dal prof. Federico Sacco e dal prof. Giulio De Alessandri come elveziani.

A proposito di quest'ultima, l'estratto riportato sotto risulta interessante per capire il tenore di questi confronti:
“Ma occorre subito dirlo,  il valente paleontologo di Zurigo [Mayer]
non corroborò la sua classificazione di criteri paleontologici
esatti per bene riconoscere le sue divisioni ed errò poi nel pa-
rallelismo dei terreni tipici allogati nei piani e sottopiani.  E la
sua classificazione riuscì in gran parte errata.
Così,  quando pochi anni dopo egli tenta  (1) di applicarla agli
stessi terreni distinti da Pareto, incorre in gravi errori,  che si
ripercossero anche su alcuni geologi che studiarono la regione
dopo di lui.
Valga un solo esempio per dimostrare che le classifica-
zioni di Mayer non sono ammissibili e vanno riformate,  come
ho già dimostrato da molto tempo  (2).
Il calcare di Acqui,  secondo la classificazione di Mayer,  è
collocato nel tongriano  (Boomin)  a caso, senza conoscenza dei
suoi fossili; ma viceversa contenendo i fossili della puddinga
di Superga, andrebbe  (sempre secondo la detta classificazione)
riferito all’Aquitaniano  (Bazazon). Ma siccome poi in realtà
contiene i fossili degli strati di Molt,  di Loibersdorf, di Gau-
derndorf e di Eggenburg del bacino di Vienna  (3), dovrebbe
essere allogato nel langhiano  (Saucatsin) superiore,  cioè al di
sopra del langhiano tipico del Piemonte.  Ma ancora, gli strati
della collina di Torino,  che contengono i fossili del calcare di
Acqui,  sono collocati nell’elveziano primo  (Grùndon),  col quale
il nostro terreno potrebbe anche essere sincronizzato sempre se-
condo la classificazione del paleontologo di Zurigo.
“È però innegabile che gli scritti e la carta geologica (inedita)
di Mayer, malgrado numerosi errori, segnano un vero progresso
nella stratigrafia dei terreni della regione e costituiscono un
primo tentativo di generalizzazione.  E se i geologi,  che   
seguirono questo autore,  con lavori minuziosi ed all’appoggio dei   
fossili realmente contenuti nei terreni sincronizzati,  ne avessero
corretti gli errori e le inesattezze, l’opera del Mayer sarebbe
riuscita molto più proficua.
Ma così disgraziatamente non avvenne. Sacco  (1889-1890)
pubblica (4) il Catalogo paleontologico del bacino terziario del
Piemonte.  E se egli si fosse limitato ad enumerare i fossili e
l'habitat,  riferendoli alle antiche divisioni cronologiche,  il suo
lavoro sarebbe riuscito veramente utile, poiché,  presentando
a colpo d occhio la lunga lista dei fossili dell’importante regione,
avrebbe spianato la via ai successivi lavori paleo-stratigrafici.
Ma egli volle distribuire arbitrariamente  (poiché il lavoro
era prematuro) i fossili secondo i nuovi piani introdotti dal
Mayer,  aggiungendo confusione a confusione,  errori ad errori.
E così avvenne che,  nei suoi successivi voluminosi,  ma troppo
affrettati lavori geo-paleontologici  (5),  egli si trovi spesso in   
contraddizione con se stesso,  indicando come caratteristici di certi
piani dei fossili e viceversa poi sincronizzando in piani   
differenti i terreni che realmente li contengono.
Ed è veramente doloroso che,  per difetto di metodo e per
troppa fretta, l’opera di questo geologo valente ed attivissimo
sia andata in gran parte sciupata,  quando non è riuscita   
dannosa alla scienza, a cui egli ha pur dedicato tanto amore,  tante
fatiche e spese. Egli volle sintetizzare, quando erano necessarie,
indispensabili analisi minute.  Ei faccia ora il lavoro,  seriamente,
senza preconcetti, in senso inverso ed io sarò il primo a  
plaudire.
(1)  Mayer-Eymar Ch.,  Sur la carte géol.  de la Ligurie centrale. Bull.
Soc Géol. de France,  sér. 3e,  tom.  V, 1877;  Studi geologici sulla Liguria
centrale.  Boll. Com.  Geol.  d’Ital, 1877,  pag.  407; Carta geolog.  della
Liguria centrale (inedita).
(2)  Trabucco G.,  Sulla vera posizione del calcare di Acqui.  Firenze,
1891,  pag.  26-27.
(3)  Fuchs Th., Geologische Ueber.  d. jung.  Tertmrbildungen des Wiener
Wien Beckens,  ecc., pag.  12,  15.
(4)  Sacco F.,  Boll.  Soc. Geol.  Ita].,  voi. Vili  (1889),  IX (1890).
(5)  Sacco F.,  Il bacino terziario e quaternario del Piemonte.  Milano
1889,  ecc.
***************
Intanto nel 1891 uno dei più valenti geologi italiani,  il
De Stefani, pubblica  (1)  la sua importante monografia  « Sur les
terrains tertiaires super ieurs du bassin de la mediterranee »,
nella quale, con straordinaria erudizione ed arte veramente ma-
gistrale, tenta di provare l’opinione,  già emessa in Germania
dal Bittner, dal Tieze e da altri e dimostrata erronea da Suess  (2),
che langhiano, elveziano , tortoniano e messiniano siano da ri-
guardarsi come semplici plaghe di uno stesso piano e non come
divisioni cronologiche, potendo queste quattro sorti di deposito
alternarsi le une colle altre. Ma subito Fallot (3),  reso omaggio
alla grande erudizione ed alla nuova concezione dei tempi ter-
ziari del De Stefani,  conclude:  « En dehors d’idées théoriques,
» qu’un grand nombre de faits refute absolument à mon avis,
» le lecteur recueillera de nombreux documents sur cette pé-
» riode et sur cette région si particulièrement interessante ».
Infatti,  come vedremo più avanti, la brillante concezione
teorica del riverito maestro della scienza non trova appoggio
nei fatti e non trovò seguito né in Italia, né fuori d’Italia, dove
rimase incontestata la classificazione di E.  Suess.
Poco appresso Sacco,  ispirandosi alle pubblicazioni di
Mayer  (4),  Fallot (5),  Deperet  (6), Munier-Chalmas et de Lap-
parent  (7), pubblica la sua classificazione  (8)  dei terreni terziari,
nella quale accetta la divisione del terziario in paleogene , che
termina collo stampiano  (assise bormidiane superiori)  ed in   
neogene,  che costituisce erroneamente colle assise lanciane   
inferiori."
(1)  Bull, de la Soc. Géol.  de Belgique, tom.  XVIII,  1891.
(2)  Suess F. E.,  op.  cit.
(3j Fallot E., Ann.  géol.  universel, tom.  IX,  1894, pag.  252.
(4)  Mayer-Eymar Ch., Classification et terminologie des étages natu-
relles des terr. de sédiment.  Ziirich, 1884.
(5)  Fallot E., Ann.  géol.  universel, tom.  IV,  1888, pag 363,  tom. V,
pag.  445.  Bull. Soc.  Géol.  de France,  Sèrie 3e, tom.  XVII,  1888-89,
pag.  53.
(6)  Deperet M., Sur la classification et le parallélisme du syst'eme
miocène.  Bull.  Soc. Géol.  de France, tom.  XX,  1892, pag.  CXL1  , tom. XXI,
1893,  pag.  170.
(7) Munier-Chalmas et de Lapparent,  Note pour la nomenclature des
terr. sédimentaires.  Bull.  Soc. Géol.  de France, tom.  XXI,  1894, pag.  438.
(8)  Sacco F., Sur la classification des terrains tertiaires.  Compte-rendu
du Congrés géologique International.  Ziirich,  1894, pag.  309."

## La collezione mineralogica del Museo di Storia Naturale di Piacenza
Il Museo di Storia Naturale di Piacenza Archiviato il 27 novembre 2021 in Internet Archive. ospita collezioni petrografiche, botaniche e dell’avifauna locale provenienti da gabinetti ottocenteschi di scienze naturali ma in gran parte dal Regio Istituto Tecnico di Piacenza (l’attuale istituto "Domenico Romagnosi") dove operò Giacomo Trabucco.
Le collezioni che arricchiscono il Museo di Storia Naturale sono tre: zoologica, mineralogica e botanica e sono il frutto del lavoro di raccolta e classificazione di studiosi e appassionati. Al professore Giacomo Trabucco si deve la raccolta e la classificazione di rocce, minerali, fossili, animali e piante. A queste si aggiungono il lavoro del medico e ornitologo Edoardo Imparati per quanto concerne l’ampliamento della raccolta degli uccelli e gli studi della flora del piacentino a cura di Parmigiani e di Pavesi per gli erbari.
Quando nel 1889 la cattedra di scienze del Regio Istituto Tecnico di Piacenza passò a Giacomo Trabucco, questi osservò che il Gabinetto di Storia Naturale, “considerato tra i migliori delle scuole secondarie”, era carente di parecchie collezioni locali, specialmente di quella delle rocce della provincia.
Cominciò così ad effettuare una serie di escursioni nelle valli del Piacentino raccogliendo svariate centinaia di campioni di rocce provenienti dai terreni alloctoni ed autoctoni dell’Appennino e della pianura fino al Po, riunendo così i tipi caratteristici della petrografia locale. A questi aggiunse inoltre un gran numero di fossili dei terreni pliocenici della Val d’Arda e della Val Chiavenna. Questa collezione locale, descritta dallo stesso Trabucco in due pubblicazioni del 1890, oggi è conservata in museo e comprende 380 rocce differenti.

## Museo della Fondazione Scienza e Tecnica di Firenze - Gabinetto di Storia Naturale
Nel Museo della Fondazione Scienza e Tecnica di Firenze all’interno del Gabinetto di Storia Naturale è presente il Laboratorio di Geologia Applicata perfettamente conservato e attrezzato per la sperimentazione pratica e l’analisi di minerali e rocce.
Il laboratorio fu creato dal prof. Giacomo Trabucco, direttore del Gabinetto di Storia naturale dal 1890 al 1907 e insegnante per tre decenni nell’Istituto che oggi ospita la collezione.
I preziosi meriti scientifici del Trabucco e il suo ruolo nell’arricchimento delle collezioni sono ancora oggi ricordati, oltre che dalla suggestiva sala ricca di strumentaria e vetreria ottocentesche, da una lapide posta in una vicina stanza, in quella che un tempo era l’aula di geografia, in cui egli stesso svolgeva le lezioni di Storia naturale e oggi dedicata alla conservazione di gran parte delle collezioni mineralogiche e litologiche.

## Contributo alla botanica

### International Plant Names Index
Il Prof. Giacomo Trabucco è presente nell’International Plant Names Index come autore per aver pubblicato nomi di alghe. L’International Plant Names Index (IPNI), nato dalla collaborazione tra The Royal Botanic Gardens, Kew, The Harvard University Herbaria e The Australian National Herbarium fornisce informazioni di nomenclatura (spelling, autore, tipi e primo luogo e data di pubblicazione) per i nomi scientifici delle piante.

### AlgaeBase
Il database internazionale AlgaeBase riporta le seguenti 4 alghe fossili la cui scoperta è attribuita al Trabucco:
- Eulithothamnion foslie G.Trabucco
- Eulithothamnion langhianum G.Trabucco
- Eulithothamnion suganum (F.A.Rothpletz) G.Trabucco
- Eulithothamnion vernae G.Trabucco

### Index of Generic Names of Fossil Plants 1820-1950
Il prof. Trabucco è citato anche nell’Index of Generic Names of Fossil Plants 1820-1950 (HENRY N. ANDREWS, Jr.) che comprende un indice di nomi generici di piante fossili, escluse le diatomee, che sono stati pubblicati dal 1820 al 1950 e che si basa sul Compendium Index of Paleobotany dell'U. S. Geological Survey e sulla relativa bibliografia. Si ritiene probabile che nella pubblicazione Fossili, stratigrafia ed età dei terreni del Casentino (Toscana) del 1900 sulla Soc. geol. Italiana Boll., v. 19, p. 698-720, pl. 11, il Trabucco abbia per primo descritto la Eulithothamnion suganum attribuita a Rothpletz.

## Incarichi[1]
- Tesoriere Società di Studi Geografici e Coloniali
- Tesoriere dell'VIII Congresso Geografico Italiano nel 1921
- Socio corrispondente della Regia Accademia dei Georgofili[7]
- Autore della rivista «Universo»
- Presidente dell'Associazione tra Liberi Docenti in Firenze
- Delegato antifillosserico a Girgenti, a Como e a Firenze

## Onorificenze[1]
- Diploma d'onore del Municipio di Genova per i più distinti laureati dell'anno 1884.
- Premiato dal Congresso Geografico di Genova.
- Premiato dal Ministero della Pubblica Istruzione.
- Premiato dall'Accademia dei Lincei.
- Nominato Cavaliere Ufficiale della Corona d'Italia.
- Nominato Officiale dell'Accademia di Francia.
- Insignito di un premio dal Ministero di Agricoltura nel 1910 per i suoi lavori geologici e geo-agronomici sul Casentino.
- Eletto socio corrispondente della Regia Accademia dei Georgofili[7].
- Gratificato da colleghi e discepoli con una medaglia d'oro il giorno del ritiro dalla cattedra
- Ricordato con una lapide marmorea nell'aula di Storia Naturale del Regio Istituto Tecnico Galileo Galilei di Firenze, oggi Museo della Fondazione Scienza e Tecnica di Firenze .

## Pubblicazioni scientifiche
- I fossili e la silicizzazione. « Giorn. della Soc. di Letture e Conversazioni scientifiche ». Genova, 1885, 47 pagine.
- I fossili delle Pampas raccolti dalla Spedizione Antartica Italiana e donati al Museo Geologico della R. Università di Genova. « Giorn. della Soc. di Letture e Conversazioni Scientifiche». Genova, 1866, 31 pagine.
- Ferrovia Genova-Ovada-Alessandria: Variante Ovada-Carpeneto-Sezzè per lo Stanavasso. Genova, tip. della Gioventù, 1886, 36 pagine.
- Alla lettera del prof. D. Lovisato sopra i fossili delle Pampas raccolti ecc. risposta 1a dell'Autore. Genova, Ciminago, 1866, 4 pagine.
- Museo Perrando. "Giornale di Letture e Conversazioni Scientifiche", Genova, 1886.
- La petrificazione, Pavia, Fusi ed., 1887, 58 pagine.
- Considerazioni paleo-geologiche sui resti di Arctomys Marmota, scoperti nelle tane del colle di S. Pancrazio presso Silvano d'Orba (Alto Monferrato), Pavia, Fusi, 1887, 38 pagine, 1 tav.
- Fossili del bacino pliocenico del Rio Orsecco (Carpeneto): Memoria preliminare. Como, Freiburger, 1888, 40 pagine, 1 tav.
- Quadro dei terreni ed elenco delle rocce della provincia di Girgenti, raccolte, determinate e ordinate. Como, Freiburger, 1888, 21 pagine.
- Le frane di Bettola e Gropallo. «La Libertà», n. 1926. Piacenza, 1889.
- Un'escursione ai laghi dell'Alto Piacentino. «La Libertà »; anno VII, numeri 1955 e 1957. Piacenza, 1889, 12 pagine estr.
- Le frane dell'Alto Piacentino. Cause e rimedi. Piacenza, tip. Marina, 1889, 16 pagine.
- Un'escursione a Borgotaro. «La Libertà», Piacenza, 11 giugno 1890.
- Bacini petroleiferi della provincia di Piacenza. «La Libertà» n. 142, 143. Piacenza, 1890, 14 pagine.
- Collezione delle rocce della provincia di Piacenza, raccolte, determinate e ordinate. Piacenza, Bertola, 1890, 14 pagine.
- Cronologia dei terreni della Provincia di Piacenza. Studio geo-paleontologico. Piacenza, 1890, 51 pagine, 1 tav.
- L'isola di Lampedusa. Studio geo-paleontologico. «Boll. Soc. Geol. Ital. », vol. IX, fasc. 3. Roma, R. Accademia dei Lincei, 1890, pag. 573-608, tav. XXII-XXIV.
- Sul Cucumites carpenetensis delle marne elveziane di Carpeneto (Alto Monferrato). «Atti Soc. Ligustica Sc. Geogr. e Natur.», vol. Il. Genova, 1892, 18 pagine, 1 tav.
- Carta oro-idrografica della Provincia di Piacenza.
- Carta agronomica della Provincia di Piacenza.
- Carta geologica della Provincia di Piacenza.
- L'Isola di Linosa. Studio geologico. Nota preliminare. «Rass. Scienze Geol. in Italia», anno I. Roma, 1891, 2 pagine.
- Risposta alla nota del dott. Toldo: Studi geologici sulla prov. di Piacenza. Firenze, tip. Cenniniana, 1891, 8 pagine.
- Sulla vera posizione del Calcare di Acqui (Alto Monferrato). Studio geopaleontologico. Firenze, 1891, tip. Cenniniana, 8 pagine, 1 tav. spaccati.
- Risposta ad alcune osservazioni alla nota sull'Isola di Lampedusa. Studio geo-paleontologico. « Boll. Soc. Geol. Ital.», vol. XI. Roma, R. Accademia dei Lincei, 1892, pagine 209-213.
- Sulla vera posizione dei terreni terziari del Piemonte. Nota preliminare. «Proc. Verb. Soc. Tosc. Sc. Natur.», vol. VIII. Pisa, 5 febbr. 1893, pagine 181-227,
- Sulla vera posizione dei terreni terziari del bacino piemontese. Parte I. «Atti Soc. Tosc. Sc. Nat. Mem. », vol. XIII. Pisa, 1893, pag. 181-227.
- Sommario delle lezioni di geologia dette nel R. Istituto Tecnico di Firenze, con XVI tav. Firenze, Tip. Cenniniana, 1893, 02 pagine, 16 tavole.
- Sulla posizione del calcare di Mosciano e degli altri terreni eocenici del Bacino di Firenze. Nota preliminare. Firenze, Ricci, 1894, 4 pagine.
- Sulla questione di un nuovo acquedotto per Firenze. «La Nazione», n. 307-30, Firenze, 3 e 4 nov. 1894.
- Sulla vera età del calcare di Gassino. «Boll. Soc. Geol. Ital.», vol. XIII. Roma, R. Accademia dei Lincei, 1894, pag. 111-130.
- Nummulites ed Orbitolites dell'arenaria macigno del Bacino eocenico Firenze. «Proc. Verb. Soc. Tosc. Sc. Nat. » Pisa, vol. IX, 18 nov. 1894, pag. 184-186.
- Se si debba sostituire il termine di Burdigaliano a quello di Langhiano nella serie mìocenica. «Proc. Verb. Soc. Tosc. Sc. Natur.» , vol. IX. Pisa, 13 genn. 1895, pag. 207-213.
- Sulla vera posizione dei terreni eocenici dei Monti del Chianti. «Soc. Geol. Ital.», vol. XIV. Roma, 1895, pag. 24-36, tav. XIV.
- (in collaborazione con C. De Stefani) Nuovi fossili cretacei dei dintorni di Firenze. «Boll. Soc. Geol. Ital. », vol. XIV. Roma, R. Accademia dei Lincei, 1895, pag. 290-191.
- Sulle nummuliti dell'arenaria macigno del Bacino eocenico di Firenze. «Boll. Soc. Geol. Ital», vol. XIV. Roma, 1895, pagine 108-110.
- Sull'età geologica del macigno di Firenze. «Boll. Soc. Geol. Ital.», volume XIV. Roma, 1895, pag. 100-104.
- Terremoto della Romagna Toscana del 4 sett. 1895. «Boll. Soc. Geol. Ital.», vol. XIV. Roma, 1895, pag. 284-286.
- Il Langhiano della Provincia di Firenze. «Boll. Soc. Geol. Ital.», vol. XIV. Roma, R. Accademia dei Lincei, 1895, pag. 173-178.
- Sommario delle Lezioni di Mineralogia. s. 1. (Modena), Bortolotti, 1895, 291 pagine, 15 tavole.
- Sommario delle Lezioni di Botanica, con figure intercal. nel testo. Firenze, 1896.
- Sommario delle Lezioni di Zoologia, con figure intercal. nel testo. Firenze, Ricci, 1896, 249 pagine, figure.
- Compendio di Geologia ad uso degl'Istituti Tecnici e dei Licei. Firenze, 1896, 444 pagine, 125 figure.
- Sulla posizione ed età delle argille galestrine e scagliose del flysch e delle serpentine terziarie dell'Appennino settentrionale. Memoria preliminare. Firenze Ricci, 1896, 30 pagine.
- Sulla sinonimia del vocabolo « scaglia» (Zittel). «Boll. Soc. Geol. Ital.», vol. XVI. Roma, R. Accademia dei Lincei, 1897, pag. 176-182.
- Sul Tongriano di Cassinelle (Alto Monferrato). «Boll. Soc. Geol. Ital.», vol. XVI. Roma, 1897, pag. 14-15.
- Sulla opportunità e convenienza di un corso di Geofisica (Morfologia terrestre) agli allievi della facoltà di Lettere, quale completamente al Corso di Geografia Generale. III Congr. ,Geogr. ital. Firenze, 1898.
- Stratigrafia dei terreni ed elenco delle rocce della provincia di Firenze. Firenze, Ricci, 1898, 47 pagine.
- L'isola di Linosa. Studio Geo-fisico. Terzo Congresso Geografico Italiano. «Riv. Geogr. Ital. », vol. VI, Firenze, 1899, 15 pagine, 11 tavole, 2 figure.
- Relazione sui mezzi più adatti a trasformare la viticoltura per la difesa contro la filossera. Consorzio antifilosserico di Val d'Orba. Firenze, Ricci, 1899, 106 pagine, 1 tavola.
- Carta geologico-geognostica-agricola dell'Alto Monferrato. Firenze, Ist. Geogr. Mil, 1899.
- Relazione delle gite fatte nei giorni 16, 17 e 18 sett. 1900 nei dintorni di Acqui. «Boll. Soc. Geol. Ital. », vol. XIX. Roma, 1900, pag. CXIV-CXXVI.
- Il carattere paleontologico nella cronologia del Miocene dell'Appennino. «Proc. Verb. Soc. Tosc. Sc. Nat. », vol. XII, 25 nov. 1900. Pisa, 1900, pag. 149-152.
- Fossili, stratigrafia ed età dei terreni del Casentino (Toscana). « Boll. Soc. Geol. Ital. », vol. XIX. Roma, 1900, pag. 699-721, tav. XI, XII.
- Sulla posizione ed età del macigno dei monti di Cortona. «Boll. Soc Geol. Ital. », vol. XX. Roma, 1901, pag.476, 477.
- Fossili, stratigrafia ed età della Creta superiore del Bacino di Firenze. «Boll. Soc. Geol. Ital. », vol. XX. Roma, 1901, pag. 271-294, 6 fig., tav. III.
- Studio geo-idrologico per provvedere di acqua potabile le frazioni Impruneta e Desco (Comune di Galluzzo). « Proc. Verb. Soc. Tosc. Sc. Nat. » Pisa, mag. 1902, pag. 48-60.
- La Geologia e l'Agricoltura. Prolusione al corso Iibero di Geologia Agricola. Firenze, Ricci, 1902, 54 pagine.
- Sulla questione della stratigrafia dei terreni del Bacino di Firenze. « Boll. Soc. Geol. Ital. », vol. XXI. Roma, 1902, pagine 15-24.
- Importanza sempre crescente delle applicazioni della geologia all'agricoltura. Mezzi più acconci per diffonderle e preparare gli elementi della coltura agricola razionale del paese. VII Congr. Internaz. Agricoltura. Roma, 1903, pagine 6-26.
- Sulla questione di un nuovo acquedotto per Firenze. « La Nazione », n. 308. Firenze, 1903. Ristampato a Firenze, Ricci, 1909, 4 pagine.
- Trattato elementare di zoologia ad uso degl'Istituti Tecnici. Firenze, Bemporad, 1904, 323 pagine con figure.
- Le applicazioni della Geologia all'Agricoltura moderna. «Rass. Naz. », anno 26°. Firenze, 1907, 45 pagine.
- Trattato elementare di Botanica ad uso degl'Istituti Tecnici. Firenze, Ricci, 1904, 311 pagine.
- Conclusione della polemica geologica Lotti-Trabucco a riguardo della stratigrafia del Bacino di Firenze. « Proc. Verb. Soc. Tosc. Sc. Nat. », vol XIV. Pisa, 13 marzo 1904, pag. 83-87.
- L'acqua potabile a Firenze. I pozzi e la Scienza. «Giorn. d'Italia» n. 54 del 23 febbr. 1905. Ristampato a Firenze nel 1909, 7 pagine.
- Fossili, stratigrafia ed età dei terreni della Repubblica di San Marino. «Proc. Verb. Soc. Tosi. Se. Nat.», vol. XVII, 11 nov. 1906. Pisa, pag. 7-12.
- La difesa contro la fillossera. Questione fondamentale del momento. «Nuovo Giornale». Firenze, 1906.
- Stratigrafia, età e chimica costituzione delle argille galestrine (galestri) del Bacino di Firenze. «Giorn. di Agricolt. del Comizio Agrario di Firenze». Firenze, 1906, 16 pagine.
- Stratigrafia, età e chimica costituzione dell'arenaria macigno e degli schisti argillosi arenacei (bardellone) del Bacino di Firenze. Ibidem.
- Terreni agrari e carta agrologica della Provincia di Firenze. «Giorn. di Agricolt. e Commercio della Toscana», anno XXV, fasc. 5-6. Firenze, 1907, 22 pagine.
- Contributo alla stratigrafia ed alla chimica costituzione dei terreni della Creta superiore (Senoniano) del bacino di Firenze. «Giorn. di Agricolt. e Comm. della Toscana», anno XXV. Firenze, 1907, 5 pagine.
- I terreni della Provincia di Firenze. Firenze, Ricci, 1907, 67 pagine con figure intercal.
- Fossili, stratigrafia ed età del calcare di Acqui (Alto Monferrato). «Boll. Soc. Geol. Ital.» vol. XXVII. Roma, 1908, pag. 337-400, tav. XI-XIV.
- Un programma di Geologia Forestale. «Italia Agricola». Piacenza, 1908, 23 pagine.
- Sopra alcune carte geologiche della Toscana. «Atti Soc. Ital. Progr. Scienze», II Riun. Roma, 1909, pag. 373, 374.
- Sull'importanza attuale dell'Agrologia e delle carte agrologiche. «Atti Soc. Ital. Progr. Scienze», II Riun. Roma, 1909, pag. 417, 418.
- Il Giaggiolo nella Toscana (Notizie preliminari). Ibidem, pag. 418.
- Discorso pronunziato per l'inaugurazione della bandiera del R. Istituto Tecnico. Firenze, Ricci, 1909, 7 pagine.
- Carta agrologica di Carmignano e dintorni, stampata a spese del Consorzio Agrario di Firenze, 1909.
- Memoria descrittivo-esplicativa della Carta agrologica di Carmignano e dintorni, stampata a spese dei Comizio Agrario di Firenze, 1909.
- Sui danni che deriverebbero al territorio di Casellina e Torri dalla trivellazione di una batteria di pozzi profondi in prossimità di Ugnano da parte del Comune di Firenze. Firenze, Ricci, 16 pagine, 1 tav.
- Manuale di Mineralogia ad uso degli Istituti, Tecnici. Firenze, Ricci, 1910, 188 pagine.
- Rocce e terreni agricoli. Firenze, Ricci, 1912.
- Sull'origine ed età del giacimento gessifero di Roccastrada. «Boll. Soc. Geol. Ital.», vol. XXXI. Roma, 1912, pag. 419-495.
- Sulla classificazione e sull'origine delle frane. «Riv. Geogr. Ital.», volume XX. Firenze, 1913, pag. 330-331, 479-495.
- Sulle relazioni che intercedono tra la foresta e le sorgenti. «Atti R. Acc. Georgofili», 5 ser., vol. X. Firenze, 1913, pag. 147-172.
- Sull'acqua potabile di Firenze. «Atti Soc. Igiene», 1913.
- Sulle relazioni che intercedono tra la foresta e le frane. «Atti R. Acc. Georgofili», vol. XII. Firenze, 1915, pag. 319-353.
- Sul calcare da cemento del poggio di Gricigliano (Le Sieci) Comune di Pontassieve. Firenze, Memoli, 1915, 14 pagine, 1 tav.
- Costituzione chimica, origine ed età dell'argilla smectica di Porrena (Casentino). «Atti R. Acc. Georgofili», 5 ser., vol. XII. Firenze, 1915, pagine 168-195.
- Relazione sulla istituzione di una scuola mineraria di terzo grado (Istituto Minerario) in Siena. «Atti Assoc. Miner. Tosc.», fasc. 1.
- La Miniera lignitifera di Serrazzano (Pomarance). Firenze, Meozzi, 1918, 9 pagine, 1 tav.
- Stratigrafia, origine, età, applicazione della lignite torbosa-xiloide del Bacino di Monte Oliveto (S. Gimignano). Firenze, Ricci, 1920, 12 pagine, 1 tav.
- Stratigrafia, origine, età, importanza delle ligniti del Casentino (Toscana). «Universo» anno II. Firenze, 1921, 23 pagine, carta geol., 3 tavole.
- Le sorgenti del Monte Amiata. «Mondo Sotterraneo», anno XVII. Udine, Tip. Del Bianco e figlio, 1921, 30 pagine, 3 tavole.
- Le ligniti di S. Gimignano. «Guida per l'escursione dell'VIII Congr. Geogr.». Firenze, 1921, pag. 6-7.
- Le sorgenti salate di Volterra. Ibidem, pag. 19-20.
- Torquato Taramelli. «Riv. di Geogr. Didatt.», VI. Milano, 1922.
- Ernesto Manasse. «Atti Assoc. Miner. Tosc.». Firenze, 1922.
- Arturo Issel. «L'Universo», anno VI. Firenze, 1923.
- L'undicesima Riunione della Società Italiana per il Progresso delle Scienze in Trieste. «L'Universo», anno IV. Novara, Istituto geografico De Agostini, 1923, 12 pagine.
- Arturo Issel. «Riv. Geogr. Ital.», anno XXX. Firenze, 1923, pag. 63-67.
- Trattato elementare di zoologia, ad uso degl'Istituti Tecnici. Firenze, M. Ricci, 1915, 275 pagine con 16 figure.
- Manuale di Mineralogia ad uso degli Istituti, Tecnici. Firenze, Ricci, 1915, 153 pagine.
- Fossili del bacino pliocenico del Rio Orseco (Carpeneto): Memoria preliminare. Genova, Tip. Di Angelo Ciminago, 1886, 31 pagine.
- Trattato elementare di Botanica ad uso degl'Istituti Tecnici. Firenze, Ricci, 1913, 291 pagine.
- Trattato elementare di Botanica ad uso degl'Istituti Tecnici. Firenze, Ricci, 1917, 248 pagine.
- Sommario delle Lezioni di Mineralogia. Firenze, Ricci, 1896, 209 pagine, 15 tavole.
- Al Prof. F. Sacco: lettera aperta. Firenze, Ricci, 1894
- Agli egregi studiosi di geologia: lettera aperta. 1894
- Quadro dei terreni ed elenco delle rocce della provincia di Girgenti, raccolte, determinate e ordinate. Como, Tip. Carlo Franchi, 1889, 21 pagine.